# Otto Nicodemus
Otto Nicodemus (Biebrich, 21 giugno 1886 – 2 dicembre 1966) è stato un calciatore tedesco, di ruolo difensore.